# Cunitz (krater)
Cunitz är en nedslagskrater med en diameter på 48 kilometer, på planeten Venus. Cunitz har fått sitt namn efter den tyska astronomen Maria Cunitz.